# ESKÄHL 2020
ESKÄHL 2020 oder ESKÄHL 2020. Bordeaux – Toulouse – Perpignan ist ein Livealbum der französischen Progressive-Rock- und Zeuhl-Gruppe Magma. Die Titel wurden während einer Tournee ab dem 29. Februar 2020 durch Südfrankreich aufgezeichnet und am 3. September 2021 als Doppel-CD bei Seventh Records veröffentlicht.

## Musikstil
Auf der ersten CD, Zünd 1, sind die drei Sätze der Theusz Hamtaahk Tirlogie in deutlich verkürzten und in Teilen umarrangierten Versionen enthalten: Theusz Hamtaahk mit 16:20 Minuten Laufzeit, Ẁurdah Ïtah mit 17:02 Minuten und Mëkanïk Dëstruktïẁ Kömmandöh (MDK) in einer 22:37 Minutenfassung. Üblicherweise betragen die Laufzeiten von Theusz Hamtaahk um die 30 Minuten, bei Ẁurdah Ïtah 40 – 48 Minuten und MDK 40 – 43 Minuten.
Die zweite CD Zünd 2 beginnt mit dem Titel Kobaïa aus Magmas jazzgeprägter Anfangszeit von 1970. Es folgen zwei noch jazzlastigere Coverversionen anderer Musiker, was für Magma eher ungewöhnlich ist, da die Band nur selten andere Werke interpretierte. For Tomorrow von McCoy Tyner, einem Klavierstück von 1977 mit Vokalbegleitung das durch ein Schlagzeug-Solo Christian Vanders ergänzt ist. Der dritte Titel ist Michel Grailliers Auroville, das Vander aus seinem ehemaligen Musikprojekte Alien aus den 1980er Jahren übernomment hat und das im Wesentlichen von den Keyboardern Simon Goubert und Thierry Eliez, sowie vom Bassisten Jimmy Top getragen wird. Der Abschlusstitel Tröller Tanz ist ein Titel aus dem Jahr 1976, mit dem Magma stilistisch wieder zu dem vom ihnen begründeten Genre des Zeuhl zurückkehren.

## Entstehungsgeschichte
Das Album wurde in der Reihe AKT von Seventh Records herausgegeben, in der üblicherweise bootlegähnliche Aufnahmen der Band, unter dem Motto: „work in progress“ veröffentlicht werden. Die Titel wurden aus Aufnahmen von Konzerten der am 29. Februar 2020 in Penmarch gestarteten Tournee ausgewählt. Die Band gastierte in den folgenden Tagen in Nantes, Perpignan, Bordeaux, Toulouse und Saint Etienne, wo die Tournee aufgrund der COVID-19-Pandemie vorzeitig beendet wurde. Die veröffentlichten Aufnahmen entstammten Konzerten im El Mediator in Perpignan, der Halle aux Grains in Toulouse und dem Théâtre Femina in Bordeaux.
Neben der seinerzeitigen Stammbesetzung um Christian und Stella Vander, Isabelle Feuillebois, Hervé Aknin und Musikern und Sängern des Vorgängeralbums Zëss wurden weitere Musiker und Sänger wie Thierry Eliez an Keyboards und Gesang, und Jimmy Top am Bass, der der Sohn des früheren Magma-Bassisten Jannick Top, einbezogen.

## Titelliste
| Nr.          | Titel                                   | Autor(en)        | Aufnahmedatum und Ort                 | Länge |
| ------------ | --------------------------------------- | ---------------- | ------------------------------------- | ----- |
| 1.           | Theusz Hamtaahk (Fragment)              | Christian Vander | 8. März 2020, El Mediator (Perpignan) | 16:20 |
| 2.           | Ẁurdah Ïtah (Fragment)                  | Christian Vander | 8. März 2020, El Mediator (Perpignan) | 17:02 |
| 3.           | Mëkanïk Dëstruktïẁ Kömmandöh (Fragment) | Christian Vander | 8. März 2020, El Mediator (Perpignan) | 22:37 |
| Gesamtlänge: | Gesamtlänge:                            | Gesamtlänge:     | Gesamtlänge:                          | 55:59 |

| Nr.          | Titel        | Autor(en)        | Aufnahmedatum und Ort                     | Länge |
| ------------ | ------------ | ---------------- | ----------------------------------------- | ----- |
| 4.           | Kobaïa       | Christian Vander | 6. März 2020, Théâtre Femina (Bordeaux)   | 13:19 |
| 5.           | For Tomorrow | McCoy Tyner      | 7. März 2020, Halle aux Grains (Toulouse) | 9:16  |
| 6.           | Auroville    | Michel Graillier | 8. März 2020, El Mediator (Perpignan)     | 9:49  |
| 7.           | Tröller Tanz | Christian Vander | 8. März 2020, El Mediator (Perpignan)     | 5:37  |
| Gesamtlänge: | Gesamtlänge: | Gesamtlänge:     | Gesamtlänge:                              | 38:01 |

## Rezeption
Auroville wirkt nach Nik Brücker vom Progressive-Rock-Musikportal Babyblaue Seiten: „… ein wenig wie ein Fremdkörper in diesem Set, jedenfalls solange, bis Christian Vander zu einem farbigen, fantasievollen Schlagzeugsolo ansetzt.“ Er hebt „… die neue, gegenüber den letzten Live-Aufnahmen noch einmal erweiterte Besetzung, zum zweiten ist es die kondensierte Fassung der Theusz Hamtaahk Trilogie, und zum dritten sind es die Coverversionen der zweiten Zünd“ hervor, und hält Eskähl für „… ein starkes Live-Dokument. Wieder einmal.“ Brückner bewertet das Album mit 12/15 Punkten. Die gleiche Punktezahl vergibt Kristian Selm auf dem Portal BetreutesProggen.de. Auf dem englischsprachigen Progressive-Rock-Musikportal Prog Archives erhielt es 3,8/5 Sternen von 13 Bewertungen, wobei 62 % vier Sterne vergaben.